# 草原蝰
草原蝰（学名：Vipera ursinii）为蝰科蝰属的毒蛇。分布于蒙古、伊朗、俄罗斯、哈萨克斯坦、吉尔吉斯斯坦、法国、意大利、匈牙利、奥地利、南斯拉夫以及中国大陆的新疆等地，多栖息于草原、稀疏树林、芦苇丛以及也见于高达3000米山区。其生存的海拔上限为3000米。该物种的模式产地在意大利。

## 亚种
- 草原蝰指名亚种（学名：Vipera ursinii ursinii），Bonaparte于1835年命名。在中国大陆，分布于新疆等地，常生活于草原、稀疏树林、芦苇丛以及也见于山区。[3]
- 草原蝰东方亚种（学名：Vipera ursinii renardi），Christoph于1861年命名。在中国大陆，分布于新疆等地，主要生活于草原、稀疏树林、芦苇丛以及也见于山区。[4]

## 特征
長40—50 cm（15.75—19.69英寸），但也有個體能夠達到63—80 cm（24.8—31.5英寸），雌蛇比雄蛇長。它肖似毒蝰、極北蝰，但體型要比二者小得多，是歐洲最小的蝰屬蛇類。